# Samim Kocagöz
 (février 2024).
La mise en forme du texte ne suit pas les recommandations de Wikipédia : il faut le « wikifier ».
Les points d'amélioration suivants sont les cas les plus fréquents. Le détail des points à revoir est peut-être précisé sur la page de discussion.
- Les titres sont pré-formatés par le logiciel. Ils ne sont ni en capitales, ni en gras.
- Le texte ne doit pas être écrit en capitales (les noms de famille non plus), ni en gras, ni en italique, ni en « petit »…
- Le gras n'est utilisé que pour surligner le titre de l'article dans l'introduction, une seule fois.
- L'italique est rarement utilisé : mots en langue étrangère, titres d'œuvres, noms de bateaux, etc.
- Les citations ne sont pas en italique mais en corps de texte normal. Elles sont entourées par des guillemets français : « et ».
- Les listes à puces sont à éviter, des paragraphes rédigés étant largement préférés. Les tableaux sont à réserver à la présentation de données structurées (résultats, etc.).
- Les appels de note de bas de page (petits chiffres en exposant, introduits par l'outil «  Source ») sont à placer entre la fin de phrase et le point final[comme ça].
- Les liens internes (vers d'autres articles de Wikipédia) sont à choisir avec parcimonie. Créez des liens vers des articles approfondissant le sujet. Les termes génériques sans rapport avec le sujet sont à éviter, ainsi que les répétitions de liens vers un même terme.
- Les liens externes sont à placer uniquement dans une section « Liens externes », à la fin de l'article. Ces liens sont à choisir avec parcimonie suivant les règles définies. Si un lien sert de source à l'article, son insertion dans le texte est à faire par les notes de bas de page.
- La présentation des références doit suivre les conventions bibliographiques. Il est recommandé d'utiliser les modèles {{Ouvrage}}, {{Chapitre}}, {{Article}}, {{Lien web}} et/ou {{Bibliographie}}. Le mode d'édition visuel peut mettre en forme automatiquement les références.
- Insérer une infobox (cadre d'informations à droite) n'est pas obligatoire pour parachever la mise en page.

Pour une aide détaillée, merci de consulter Aide:Wikification.
Si vous pensez que ces points ont été résolus, vous pouvez retirer ce bandeau et améliorer la mise en forme d'un autre article.
Samim Kocagöz est un écrivain turc né le 13 février 1916 et mort le 5 septembre 1993.

## Biographie
Il est né le 13 février 1916 dans le district de Söke à Aydın. Il est diplômé du lycée pour garçons d'Izmir en 1937 et de l'Université d'Istanbul, Faculté des lettres, Département de langue et littérature turques en 1942. Il étudie l'histoire de l'art à l'Université de Lausanne (1942-45) .
Après son service militaire, il a enseigné la littérature à l'école de commerce d'Izmir et l'histoire et la littérature du théâtre au Conservatoire d'État d'Izmir. Il devient associé des éditions Yeditepe fondées par Hüsamettin Bozok (1955-60). Il rejoint le Parti des travailleurs de Turquie (1963), participe aux conseils d'administration et aux conseils d'administration et quitte le parti lorsque des schismes commencent au sein du parti (1970). Il vivait comme agriculteur à Söke depuis 1950. Il a passé ses dernières années à Izmir et est décédé le 5 septembre 1993 ,.
Il a représenté la réalité des villages et des villes dans ses premières œuvres avec un langage simple et une expression classique, basé sur les observations et les témoignages qu'il a compilés dans les environs de la plaine de Söke et de la vallée de Menderes, où il a passé la majeure partie de son enfance et de sa vie. Il a examiné l'évolution de l'ordre social et des visions du monde pour des raisons économiques. D'une part, il décrit les conditions de vie difficiles et la pauvreté des villageois travaillant comme travailleurs saisonniers dans les champs de coton, et d'autre part, il inclut parmi ses sujets d'écriture les problèmes créés par la mécanisation de l'agriculture. Il aborde les problèmes des populations rurales dans leur lutte contre la nature, ainsi que leurs contradictions sociales fondées sur le conflit de classes .
Samim Kocagöz s'est concentré non seulement sur le village et les problèmes de la vie du village, mais aussi sur les réalités de la vie urbaine et urbaine et a reflété la réalité sociale dans ses œuvres ,.
Il a attiré l'attention des lecteurs avec ses ouvrages contenant une perspective historique et une critique politique, ainsi que des problèmes villageois et fonciers, et avec la technique d'entretien dans son roman "Yılan Hikayesi". Dans son roman "Kalpaklılar" (1962), qui occupe une place importante parmi les œuvres décrivant la guerre d'indépendance et qui a été filmé, et sa suite, "Doludizgin" (1963), il a utilisé un langage épique et a véhiculé le sujet avec un documentaire technique. Sur la base des romans et des récits de Samim Kocagöz, des études spéciales peuvent être menées dans différentes disciplines sur notre histoire récente,.
En 1950, Kocagöz a remporté la première place en Turquie avec son histoire Oncle Sam au concours mondial d'histoires organisé par le journal Yeni Istanbul en collaboration avec le journal New York Herald Tribune .

## Distinctions
- 1967 : Türk Dil Kurumu Hikaye Ödülü (Yağmurdaki Kız)
- 1978 : Mecidiyeköy Lions Hikaye Ödülü (Alandaki Delikanlı)
- 1987 : Ferid Oğuz Bayır Kültür ve Sanat Ödülü (Mor Ötesi)
- 1989 : Prix du roman Orhan-Kemal (Eski Topraklar)

## Livres

### Roman
- İkinci Dünya (1938)
- Bir Şehrin İki Kapısı (1948)
- Yılan Hikâyesi (1954)
- On binlerin Dönüşü (1957)
- Kalpaklılar (1962)
- Dolu Dizgin (1963)
- Bir Karış Toprak (1964)
- Bir Çift Öküz (1970)
- İzmir'in İçinde (1973)
- Tartışma (1976)
- Mor Ötesi (1986)
- Eski Toprak (1988)
- Baskın (1990)

### Nouvelle
- Telli Kavak (1941)
- Sığınak (1946)
- Sam Amca (1951)
- Cihan Şoförü (1954)
- Ahmet'in Kuzuları (1958)
- Yolun Üstündeki Kaya (1964)
- Yağmurdaki Kız (1967)
- Alandaki Delikanlı (1978)
- Gecenin Soluğu (1985)
- Simon Pépéta (1986)
- Bütün Öyküleri (1991)

### Essai
- Nasrettin Hoca (1981)

## Mémoire
- Bu da Geçti Yahu (1989)